# Dublin Castle

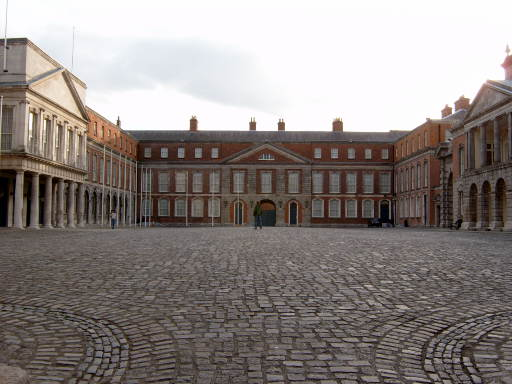
Dublin Castle, övre borggården. Till vänster ingången till Paradvåningarna, f.d. bostadsdel, idag representations-våningar vid toppmöten och högtidliga evenemang.

Dublin Castle i Irlands huvudstad Dublin var lordlöjtnantens residens samt säte för brittiskt styre på Irland fram till år 1922. Huvuddelen av slottet är från 1700-talet, men det finns delar som är från 1100- och 1200-talet.

## Historia
På 930-talet byggde danska vikingar ett fort på den högsta punkten vid floden Liffey för att skydda sin bosättning Dyflinn. Dyflinn blev ett viktigt handelscenter för handeln med slavar och silver på Irland. Fortet blev också en stark militärbas. De danska vikingarnas makt höll i sig ända tills den irländska kungen Brian Boru fördrev dem i slaget vid Clontarft år 1014.
Runt år 1170 var det normandernas tur att ta slottet i besittning. De förstärkte och utökade de befintliga stadsmurarna. Kung John av England fortsatte trenden när han år 1204 gav order att bygga ett större fort med starkare murar. Det skulle användas till stadens försvar, domstol och förvaring av insamlade skatter. Det blev färdigt år 1230.

## Tornen

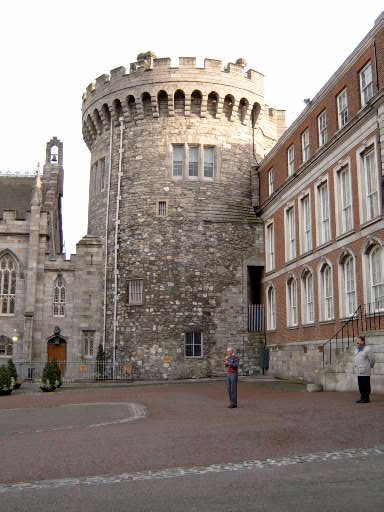
Ett av de överlevande medeltida tornen.

Det sydöstra tornet är det sista bevarade medeltida tornet i Dublin och användes främst som ett högsäkerhets-fängelse. 
Det sydvästra tornet användes också som fängelse men de använde även tornet för att förvara administrativa papper. Vid en explosion på 1700-talet förstördes tornet. Det enda som blev kvar var den första våningen. Tornet byggdes upp igen år 1777.
Det som är kvar av det nordvästra tornet används som grund för en annan byggnad.
Det nordöstra tornet som vilar på en försvarsbank från 900-talet är nätt och jämnt synligt.

## Branden
Den 7 april 1684 härjades slottet av en häftig brand. För att försöka rädda krutlagret i ett av tornen och de administrativa pappren i det sydvästra tornet sprängdes närliggande byggnader för att skapa brandgator. 

## Nutid
Idag är slottet en stor turistattraktion med konferenscenter och guidade turer. De har ett polismuseum, bibliotek och ett antal restauranger. Dublin castle används också för statsangelägenheter.